# Heckler & Koch HK417
L'Heckler & Koch HK417 è un fucile da battaglia progettato e prodotto in Germania dalla Heckler & Koch GmbH dal 2005. È un fucile a fuoco selettivo, ad otturatore rotante azionato a gas, ed è essenzialmente una versione "pesante" dell'HK416. Camerato per il 7,62 × 51 mm NATO, è stato progettato per essere utilizzato come fucile di precisione, o in altri ruoli dove sono richiesti grande potere d'arresto e gittata.

## Dettagli
Internamente, l'HK417 non differisce molto dal fratello minore HK416, ma il castello e le parti mobile sono state modificate per permettere l'utilizzo dei proiettili da 7,62 mm. L'otturatore rotante a "corsa breve" riprende il modello in uso nel fucile M16 e nella serie di fucili AR combinato con quello dei fucili HK416 e G36.
I primi prototipi di HK417 utilizzavano gli stessi caricatori della famiglia G3, in cui l'otturatore non rimane aperto dopo aver sparato l'ultimo colpo. Gli ultimi modelli, tuttavia, sono alimentati tramite caricatori in polimero che lasciano l'otturatore aperto una volta esaurite le munizioni. I caricatori ricordano molto quelli trasparenti del G36, tranne per il fatto che non presentano il gancio per unire più caricatori insieme. Inoltre, uno speciale caricatore da 50 colpi, sviluppato per l'HK21E, può essere utilizzato nell'arma per renderla una sorta di mitragliatrice leggera.

## Varianti
Il fucile HK417 è attualmente presente (nella versione militare) in tre varianti, tutte in calibro 7,62 mm:
- HK417 Assaulter: canna standard da 30 cm (12 in).
- HK417 Recce o Recon: canna standard o di precisione da 41 cm (16 in).
- HK417 Sniper: canna di precisione da 51 (20 in).

| Variante  | Lunghezza mm | Lunghezza canna mm | Altezza mm | Larghezza mm | Peso kg     |
| --------- | ------------ | ------------------ | ---------- | ------------ | ----------- |
| HK417 12" | 884 (804)    | 305                | 196        | 82           | 3,99 (4,67) |
| HK417 16" | 985 (905)    | 406                | 196        | 82           | 4,15 (4,83) |
| HK417 20" | 1087 (1007)  | 508                | 196        | 82           | 4,6 (5,28)  |

Il fucile presenta anche versioni civili o destinate all'uso da parte dei corpi di polizia:
- MR223 o MR556 (sul mercato americano): versione civile e sportiva camerata per il 5,56 × 45 mm (HK416).
- MR308 o MR762 (sul mercato americano): versione civile e sportiva camerata per il 7,62 × 51 mm (HK417)[4][5].
- G28: la variante civile MR308 è stata usata come base per lo sviluppo del fucile di precisione G28 per il Bundeswehr tedesco. Il 75% delle parti del fucile è intercambiabile con l'HK417. Il fucile presenta inoltre una slitta STANAG-4694 (compatibile con la MIL-STD 1913) per il montaggio di accessori.

## Utilizzatori
- Albania: le forze speciali hanno recentemente acquistato degli HK417 per i loro tiratori scelti[6].
- Australia: variante con canna da 16 pollici, con integrato un puntatore ACOG da 6x[7] per l'uso da parte dei cecchini dispiegati in Afghanistan[8].
- Brasile: in uso alla polizia federale brasiliana[9].
- Germania: l'esercito tedesco utilizza il G28 come fucile di precisione[10].
- Irlanda: in uso da parte dei cecchini dei ranger.[11]
- Malaysia: in dotazione al PASKAL (Pasukan Khas Laut) della marina malese come fucile di precisione[12].
- Paesi Bassi: in dotazione alle unità di intervento marittimo al Korps Commandotroepen[13][14].
- Norvegia: l'esercito norvegese ha di recente concluso un contratto d'acquisto per un certo numero di HK417[15] che verranno usati come fucili di precisione[16].
- Polonia: in dotazione alla Policja[17].
- Portogallo: in dotazione all'APF e all'esercito portoghese[18][19].
- Regno Unito: in servizio nell'esercito inglese e nel S.A.S.[20].
- Italia: 185° R.R.A.O. - G.i.S. dei Carabinieri - Tiratori Scelti Anfibi Brigata Marina San Marco.